# Водяные питоны
Водяные питоны (лат. Liasis) — род неядовитых змей из семейства питонов.
По сравнению с некоторыми другими питонами, водяные питоны — некрупные змеи, достигающие в длину от 1 до 4 м. Окраска неяркая. Верхняя сторона тела тёмно-коричневая, оливковая или чёрная, нижняя — светлая. Чешуя часто с радужным отливом.
Распространены в Австралии, Индонезии и Новой Гвинее.
Обитают по берегам различных водоемов, на болотах и заболоченных лугах, но могут встречаться во влажных лесах, лесистых саваннах.
Питаются в основном мелкими млекопитающими и птицами. Могут поедать рептилий, в том числе других питонов и детенышей крокодилов.
По данным Reptile Database род включает 3 вида:
- Liasis fuscus Peters, 1873 — тёмный питон, или коричневый питон, или водяной питон[2][3]
- Liasis mackloti Duméril & Bibron, 1844 — тиморский водяной питон
- Liasis olivaceus Gray, 1842 — оливковый питон